# Juramento de Hipócrates

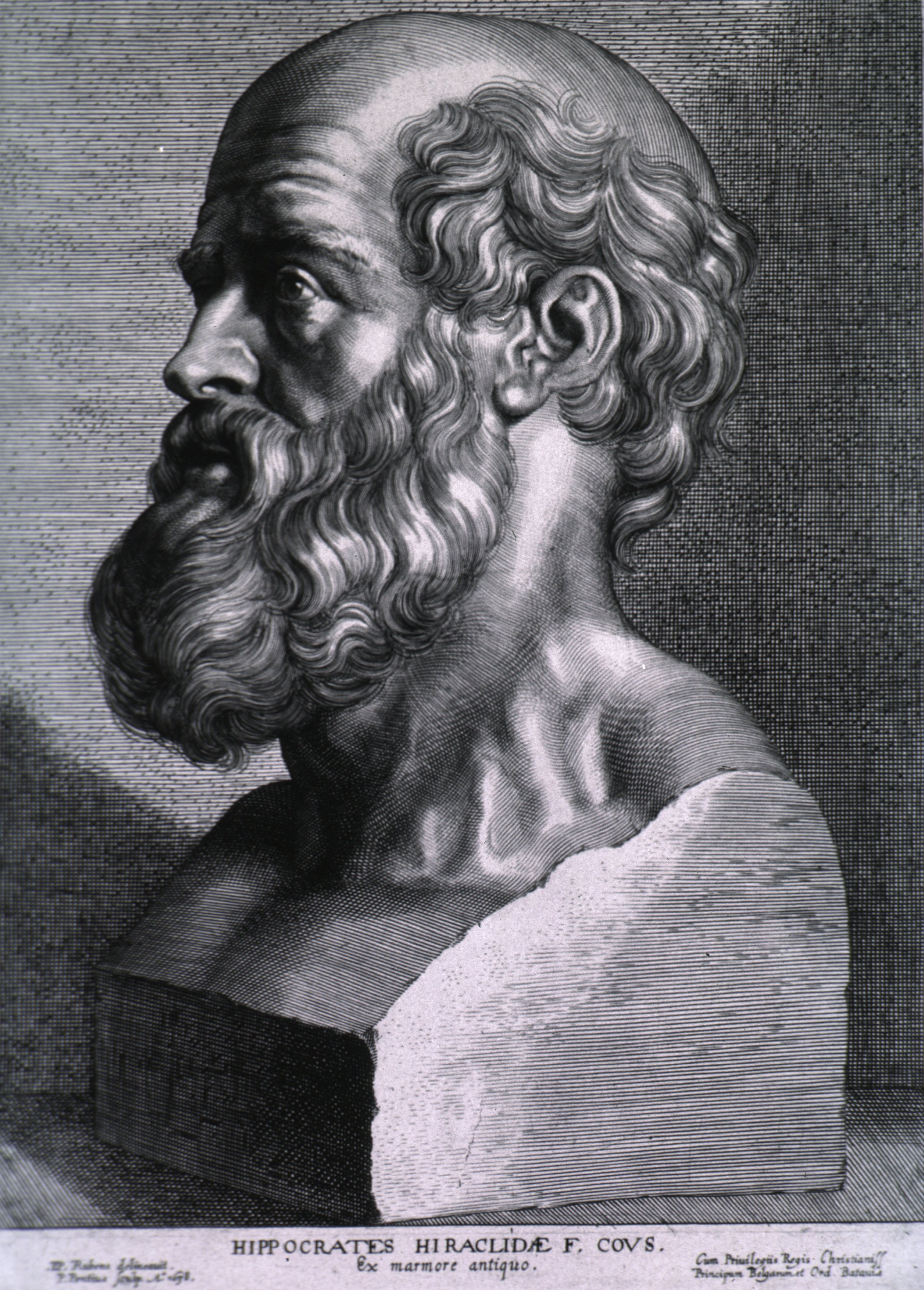
Hipócrates retratado por Peter Paul Rubens, 1638

O Juramento de Hipócrates é um juramento solene efetuado pelos médicos, tradicionalmente por ocasião de sua formatura, no qual juram praticar a medicina honestamente.
De forma geral, acredita-se que o juramento tenha sido escrito por Hipócrates — amplamente considerado como o pai da medicina ocidental — ou por um dos seus alunos. O juramento original foi escrito em grego jônico (século V a.C.).
Existem duas versões do Juramento de Hipócrates: a original, escrita em Lausana em 1771, e uma outra, ratificada em 1948 pela Declaração de Genebra (posteriormente atualizada em 1968, 1983, e 2017), a qual vem sendo utilizada em vários países por se mostrar social e cientificamente mais próxima da atual realidade.

## Em Portugal
Em Portugal, o texto original de 1771 foi inicialmente adotado pela Ordem dos Médicos daquele país, e mais tarde substituído pelo da Declaração de Genebra da Associação Médica Mundial, sendo sucessivamente atualizado.

### Versão de 1771

#### Texto do juramento
| “ | São estes os estatutos da arte médica que o aluno deve aceitar e confirmar por juramento, Contêm os preceitos sobre a gratidão para com o professor; sobre a integridade do doente e sobre os mais graves casos cirúrgicos não curáveis, como a extracção de cálculos da bexiga, como se debus pela divisão da medicina em três partes, Os antigos aceitavam-na, os Mercuriales rejeitam-na. Os deveres que o médico deve ter para com o professor e para com a profissão são: a integridade de vida, a assistência aos doentes e o desprezo pela sua própria pessoa, Juro por Apolo Médico, por Esculápio, por Hígia, por Panaceia e por todos os deuses e deusas que acato este juramento e que o procurarei cumprir com todas as minhas forças físicas e intelectuais, Honrarei o professor que me ensinar esta arte como os meus próprios pais; partilharei com ele os alimentos e auxiliá-lo-ei nas suas carências, Estimarei os filhos dele como irmãos e, se quiserem aprender esta arte, ensiná-la-ei sem contrato ou remuneração. A partir de regras, lições e outros processos ensinarei o conhecimento global da medicina, tanto aos meus filhos e aos daquele que me ensinar, como aos alunos abrangidos por contrato e por juramento médico, mas a mais ninguém. A vida que professar será para benefício dos doentes e para o meu próprio bem, nunca para prejuízo deles ou com malévolos propósitos. Mesmo instado, não darei droga mortífera nem a aconselharei; também não darei pessário abortivo às mulheres. Guardarei castidade e santidade na minha vida e na minha profissão. Operarei os que sofrem de cálculos, mas só em condições especiais; porém, permitirei que esta operação seja feita pelos praticantes nos cadáveres, Em todas as casas em que entrar, fá-lo-ei apenas para benefício dos doentes, evitando todo o mal voluntário e a corrupção, especialmente a sedução das mulheres, dos homens, das crianças e dos servos, Sobre aquilo que vir ou ouvir respeitante à vida dos doentes, no exercício da minha profissão ou fora dela, e que não convenha que seja divulgado, guardarei silêncio como um segredo religioso, Se eu respeitar este juramento e não o violar, serei digno de gozar de reputação entre os homens em todos os tempos; se o transgredir ou violar que me aconteça o contrário. | ” |

### Versão de 1983

#### Texto do juramento
| “ | Prometo solenemente consagrar a minha vida ao serviço da Humanidade. Darei aos meus Mestres o respeito e o reconhecimento que lhes são devidos. Exercerei a minha arte com consciência e dignidade. A Saúde do meu Doente será a minha primeira preocupação. Mesmo após a morte do doente respeitarei os segredos que me tiver confiado. Manterei por todos os meios ao meu alcance, a honra e as nobres tradições da profissão médica. Os meus Colegas serão meus irmãos. Não permitirei que considerações de religião, nacionalidade, raça, partido político, ou posição social se interponham entre o meu dever e o meu Doente. Guardarei respeito absoluto pela Vida Humana desde o seu início, mesmo sob ameaça e não farei uso dos meus conhecimentos Médicos contra as leis da Humanidade. Faço estas promessas solenemente, livremente e sob a minha honra. | ” |

### Versão de 2017
A versão de 2017 é usada atualmente em Portugal no momento em que o clínico é admitido como Membro da Ordem dos Médicos.

#### Texto do juramento
| “ | Compromisso do Médico COMO MEMBRO DA PROFISSÃO MÉDICA: – PROMETO SOLENEMENTE consagrar a minha vida ao serviço da humanidade; – A SAÚDE E O BEM-ESTAR DO MEU DOENTE serão as minhas primeiras preocupações; – RESPEITAREI a autonomia e a dignidade do meu doente; – GUARDAREI o máximo respeito pela vida humana; – NÃO PERMITIREI que considerações sobre idade, doença ou deficiência, crença religiosa, origem étnica, sexo, nacionalidade, filiação política, raça, orientação sexual, estatuto social ou qualquer outro fator se interponham entre o meu dever e o meu doente; – RESPEITAREI os segredos que me forem confiados, mesmo após a morte do doente; – EXERCEREI a minha profissão com consciência e dignidade e de acordo com as boas práticas médicas; – FOMENTAREI a honra e as nobres tradições da profissão médica; – GUARDAREI respeito e gratidão aos meus mestres, colegas e alunos pelo que lhes é devido; – PARTILHAREI os meus conhecimentos médicos em benefício dos doentes e da melhoria dos cuidados de saúde; – CUIDAREI da minha saúde, bem-estar e capacidades para prestar cuidados da maior qualidade; – NÃO USAREI os meus conhecimentos médicos para violar direitos humanos e liberdades civis, mesmo sob ameaça; FAÇO ESTAS PROMESSAS solenemente, livremente e sob palavra de honra; | ” |

## No Brasil
No Brasil também se utilizam tanto o texto original quanto a versão atualizada pela Associação Médica Mundial, entre outros juramentos, a critério da instituição de ensino.

### Versão de 1771
Esta é a versão adotada pelo Conselho Regional de Medicina do Estado de São Paulo (CRM-SP):

#### Texto do juramento
| “ | Eu juro, por Apolo, médico, por Esculápio, Hígia e Panaceia, e tomo por testemunhas todos os deuses e todas as deusas, cumprir, segundo meu poder e minha razão, a promessa que se segue: Estimar, tanto quanto a meus pais, aquele que me ensinou esta arte; fazer vida comum e, se necessário for, com ele partilhar meus bens; Ter seus filhos por meus próprios irmãos; ensinar-lhes esta arte, se eles tiverem necessidade de aprendê-la, sem remuneração e nem compromisso escrito; fazer participar dos preceitos, das lições e de todo o resto do ensino, meus filhos, os de meu mestre e os discípulos inscritos segundo os regulamentos da profissão, porém, só a estes. Aplicarei os regimes para o bem do doente segundo o meu poder e entendimento, nunca para causar dano ou mal a alguém. A ninguém darei por comprazer, nem remédio mortal nem um conselho que induza a perda. Do mesmo modo não darei a nenhuma mulher uma substância abortiva. Conservarei imaculada minha vida e minha arte. Não praticarei a talha, mesmo sobre um calculoso confirmado; deixarei essa operação aos práticos que disso cuidam. Em toda a casa, aí entrarei para o bem dos doentes, mantendo-me longe de todo o dano voluntário e de toda a sedução sobretudo longe dos prazeres do amor, com as mulheres ou com os homens livres ou escravizados. Àquilo que no exercício ou fora do exercício da profissão e no convívio da sociedade, eu tiver visto ou ouvido, que não seja preciso divulgar, eu conservarei inteiramente secreto. Se eu cumprir este juramento com fidelidade, que me seja dado gozar felizmente da vida e da minha profissão, honrado para sempre entre os homens; se eu dele me afastar ou infringir, o contrário aconteça. | ” |

### Outras versões
Algumas outras versões também são utilizadas no Brasil; segue-se uma delas, adotada pela Faculdade de Medicina da Universidade Federal de Minas Gerais:

#### Texto do juramento
| “ | Prometo que, ao exercer a arte de curar, mostrar-me-ei sempre fiel aos preceitos da honestidade, da caridade e da ciência. Penetrando no interior dos lares, meus olhos serão cegos, minha língua calará os segredos que me forem revelados, o que terei como preceito de honra. Nunca me servirei da minha profissão para corromper os costumes ou favorecer o crime. Se eu cumprir este juramento com fidelidade, goze eu para sempre a minha vida e a minha arte com boa reputação entre os homens; se o infringir ou dele afastar-me, suceda-me o contrário. | ” |